# Zakum
Zakum (arab. زقوم) w islamie drzewo rosnące w Jahannam (Piekło). Owoce jego podobne są do głów szatańskich. Będą one pokarmem odrzuconych.
W Koranie zostało napisane:
[44.43] Zaprawdę, drzewo Az-Zakkum
[44.44] – to pożywienie grzesznika!
[44.45] Ono jest jak miedź roztopiona, gotuje się we wnętrznościach,
[44.46] jak wrząca woda!